# 勞權公投聯盟
勞權公投聯盟，簡稱勞公聯，是2018年初由台灣國際勞工協會（TIWA）、桃園市產業總工會、工作傷害受害人協會、反教育商品化聯盟等勞工運動團體，人民民主陣線等政黨，並串連社運和學生團體，所組成的勞工權益公投倡議團體。勞公聯以台灣受雇者、勞動階級為主體，發起「廢除勞基惡法公投」及「討回七天假公投」兩項勞基法公投的社會運動團體。為了推動兩勞權公投，勞公聯提出「討七天  廢惡法」的口號。在經歷六個多月的努力後，勞權公投聯盟於2018年9月14日宣布公投連署以失敗告終。

## 勞權公投發起背景
民進黨政府於2018年1月10日通過《勞動基準法》部分條文（第三十二條之一條文；並修正第二十四條、第三十二條、第三十四條、第三十六條至第三十八條及第八十六條條文）修正案，並於2018年1月31日由總統令公布。
在修法過程中，勞團持續激烈抗議。當勞基法條文修正案通過時，民間勞團表示，此次修法為史上最惡劣的勞權倒退，因此工會、工運、社運、青年學運等團體組成勞權公投聯盟，發起「廢除勞基惡法公投」的複決案以及「討回七天假公投」的創制案。
若上述兩項勞基法公投案能於8月底完成第二階段連署門檻，將於2018年九合一大選公投。

## 公投題目
2018年2月13日，勞權公投聯盟於中選會門口宣布發起「廢除勞基惡法」及「討回七天假」的公投連署案：

### 討回七天假公投（討七天）
公投主文：「您是否同意，立法院應制定『國定假日法』，保障全國勞工及軍公教人員，每年有不少於十九天之國定假日。」

### 廢除勞基惡法公投（廢惡法）
公投主文：「您是否同意廢止民國107年1月31日總統令公佈之『增訂勞動基準法第32條之1條文；並修正第24條、第32條、第34條、第36條至第38條及第86條條文』？」

#### 勞基法修惡說明
廢惡法公投欲複決的勞基法條文，其修惡內容如下：
- 每月最多可加班54小時，3個月總時數不得超過138小時（勞基法第32條）
- 休息日加班費核實計算（勞基法第24條、第32條之1）
- 輪班間隔可由11小時縮為8小時（勞基法第34條）
- 「七休一」可變「十四休二」（勞基法第36條）
- 特休假可遞延一年（勞基法第38條）

## 公投進度

### 第一階段：過關
2018年2月13日，在公投案發起後13天，就通過第一階段連署門檻。「討回七天假公投」提案獲得3439份連署、「廢除勞基惡法公投」提案獲得3217份連署。

### 第二階段：失敗
2018年9月14日，勞權公投聯盟於民進黨中央黨部前召開記者會，公布第一案「討回七天假公投」連署份數為8萬7280份，第二案「廢除勞基惡法公投」連署份數為9萬4650份。其中，以設籍桃園的連署份數貢獻最多，分別為27,824及25,763人，皆遠高於其他縣市。惟兩案因未達到28萬1745人最低連署份數，確定無法通過第二階段成案門檻。
勞權公投聯盟成員、台灣國際勞工協會理事長陳素香表示，連署未能過關，係因各地工會動員能力不強。為了避免民眾個資外洩，勞權公投聯盟於記者會現場燒毀部分連署書，並公告剩下的連署書會水消處理。

## 地方分區祕書處
勞權公投聯盟與台灣各地工會和人民團體合作，作為統整各區域公投連署書的地方中心。
| 負責區域                    | 單位名稱             | 地址                                        |
| --------------------------- | -------------------- | ------------------------------------------- |
| 台北市                      | 台灣國際勞工協會     | 10452台北市中山區德惠街3巷10號1樓           |
| 新北市                      | 全國教師工會總聯合會 | 10452臺北市中山區民權西路27號2樓            |
| 基隆市                      | 人民民主陣線         | 20048基隆市仁愛區仁二路81號2樓              |
| 桃園市                      | 桃園市產業總工會     | 33441桃園市八德區介壽路一段199號3樓         |
| 新竹市 新竹縣 苗栗縣        | 勞動黨               | 30268新竹縣竹北市縣政二路606號              |
| 台中市                      | 台灣社區重建協會     | 42242台中市石岡區豐勢路梅子巷37-6號         |
| 彰化縣 南投縣 雲林縣        | 雲林縣產業總工會     | 63801雲林縣麥寮鄉台塑工業園區8號福利大樓2樓 |
| 嘉義縣 嘉義市               | 新海瓦斯工會         | 24162新北市三重區力行路1段127號2樓          |
| 台南市 金門縣 澎湖縣 連江縣 | 台南市產業總工會     | 71752台南市仁德區中山路136號                |
| 高雄市 屏東縣               | 高雄市產業工會       | 80660高雄市前鎮區中山三路132號4樓           |
| 宜蘭縣 花蓮縣 台東縣        | 宜蘭縣產業工會       | 26946宜蘭縣冬山鄉冬山路170號                |

## 友盟

### 政黨：時代力量、社會民主黨
時代力量黨主席、不分區立委黃國昌曾提「廢止立法院2018年1月10日三讀通過勞動基準法相關修正條文」公投，另社會民主黨黨主席范雲亦組織「不要過勞公投連線」，提出「廢止107年1月31日總統公布之勞動基準法修正條文，回復原有規範」公投，但兩黨於通過公投審查第一階段後，為避免擁護勞權的戰力分散，均改成擁護勞權公投聯盟所提出的複決公投。

### 全國教師工會
在全國教師工會總聯合會動員支持下，各縣市教師工會亦分擔各地公投連署書的彙整任務：
臺北市教師職業工會、新北市教育人員產業工會、基隆市教師職業工會、桃園市各級學校產業工會、新竹市教師職業工會、新竹縣各級學校產業工會、台中市教師職業工會、彰化縣教師職業工會、南投縣教育產業工會、雲林縣教育產業工會、嘉義市教師職業工會、嘉義縣教師職業工會、臺南市教育產業工會、高雄市教師職業工會、屏東縣教育產業工會、宜蘭縣教師職業工會、臺東縣教師職業工會、澎湖縣教師職業工會、連江縣教師職業工會、金門縣教師職業工會、臺灣教育產業工會（苗栗縣和花蓮縣）。

## 公投倡議行動

### 勞權公投記者會
2018年1月31日，台灣國際勞工協會（TIWA）、桃園市產業總工會、工作傷害受害人協會、反教育商品化聯盟等勞團，以及人民民主陣線等政黨，共同召開記者會，宣布發起勞權公投，訴求是廢止在2018年1月10日通過的《勞動基準法》修法，並要求立法院制訂《國定假日法》，保障全國勞工與軍公教人員每年有不少於19天之國定假日。

### 抗議蔡政府上任兩年 勞基法修惡兩次
2018年5月20日為蔡英文總統上任兩周年（2016年5月20日就職），勞權公投聯盟於總統府前上演行動劇以抗議蔡政府上台兩年，兩次修惡勞基法。

### 抗議美國商會推動勞基法第三度修惡
2018年6月23日，勞權公投聯盟發起車隊遊行，批評台北市美國商會在歷次《勞基法》修惡擔任主導角色。勞公聯指出，民進黨《勞基法》修惡，除了台灣資本家持續施壓，台北市美國商會更是扮演重要角色。
勞公聯成員朱智德舉例，台北市美國商會要求鬆綁的內容包括：放寬責任制適用範圍、取消派遣工人數比例不得超過3%的限制、鬆綁「雇主應置備勞工出勤紀錄並保存5年」等規定。而台北市美國商會公布的白皮書中，竟提出建議，包括「勞基法擴增特定責任制專業及管理人員不受工時及加班費限制」、「派遣工的人數比率更彈性、不受限制」等，但勞動部回應「審慎研議」，可能又要進行第三度修惡。
台灣國際勞工協會成員許淳淮說，《勞基法》繼續改惡，不只台灣勞工受害，在台60多萬移工也會受衝擊：自從年初修法後，許多移工拿不到週六上班的加班費，被換成補休；而前年刪除7天國定假日後，移工也同樣無法享受這幾天假日。他希望全台勞工不論本外，為彼此站出來。

### 抗議勞動部回應勞基法修惡的新聞稿
2018年6月27日，因不滿在發動車隊遊行後勞動部發布護航過勞版勞基法的新聞稿，用片面、不實的話術嚇阻勞權公投的推廣。，勞權公投聯盟前往勞動部抗議，指出勞動部作為勞動主管機關，應該要保障全台勞動者權益，但這幾次的修法，都是幫資方節省人事成本，讓資方便利，日前發出新聞稿，根本是打壓勞工的公投權。
勞團不滿勞動部無人出面接見，一湧而上企圖衝進勞動部；台北市政府警察局中正第一分局忠孝西路派出所主管楊坤龍舉牌警告制止，但群眾仍強行推倒路障。群眾與警方爆發激烈拉扯，包括勞公聯發言人朱智德在內多名抗議者被優勢警方壓制；台灣國際勞工協會成員陳容柔在混亂中倒地、頭部受到撞擊，警方立即叫來救護車送往鄰近的台大醫院檢查，幸無大礙。警方在現場雖未直接逮人，但據了解，仍將依違反《社會秩序維護法》將朱智德等人函送法辦。

### 倡議公投權益不分國籍
2018年7月15日，越南移工工會、台灣移工聯盟與天主教越南外勞配偶辦公室等移工團體，集結近百位外籍和台籍勞工，到桃園火車站發起《本勞移工衝連署 不分本外爭勞權》記者會，要求政府正視在台灣70萬外籍移工的心聲，讓非公民身分的移工也能參與勞權公投。移工工會代表阮越高表示，台灣政府兩次修惡勞基法、砍掉七天國定假日，遭剝削的不只台灣勞工，外籍移工也深受影響。他們主張，公投應打破國籍限制，如此才能提昇所有勞工的勞動條件。
勞公聯則於臉書表示，「勞權不分本外，本外一同爭勞權！」移工是「勞動政策修惡後最直接受影響的一群人之一！」藉由本次活動，歡迎移工與台籍勞工站在一起共同反對勞權修惡。

### 民進黨全代會抗議勞基法三度修惡
2018年7月15日，民進黨於圓山大飯店舉辦全代會，勞權公投聯盟在北美館前的陳抗區，演出行動劇抗議蔡英文和賴清德勞基法三度修惡，要弱勢人民對民進黨舉紅牌。

### 父親節定國假
2018年8月8日，勞公聯舉辦〈叭叭叭，爸爸節定國假；拒絕過勞，還我七天假〉抗議遊行，以汽車遊行的方式上凱達格蘭大道，號召民眾連署二項勞權公投。因其中一項公投是制定「國定假日法」，對於有人主張「舊有國定假日是威權遺毒」，勞公聯表示，假日的名目是假議題，工時過高才是真正的問題。放假的名目可全民討論，例如是8月8日父親節亦可作為國定假日之一，停止過勞悲劇，讓破碎家庭孩子能過父親節。

## 政府立場
2018年6月23日，中華民國勞動部發新聞稿回應，表示若廢止勞基法的修法成果，將立即帶來三項後果，就是造成11小時輪班間隔、未補休時數應發放加班費、特休不得遞延至次年度等規定，變成修法前的狀態。並直言，公投結果「這真是勞工想要的嗎？」對於勞動部說法，國民黨立委許淑華批評，勞動部的用詞是在恐嚇勞工，「公投是人民的權利，你們不該在人民發動公投的時候去講話」。

## 外部連結
- 勞權公投聯盟的Facebook專頁
- 勞權公投連署大平台 （页面存档备份，存于）